# Kurchatovita
La kurchatovita és un mineral de la classe dels borats. Rep el seu nom del físic rus Igor Vasil'evich Kurchatov (1903-1960).

## Característiques
La kurchatovita és un borat de fórmula química Ca(Mg,Mn2+)[B₂O₅]. Va ser aprovada com a espècie vàlida per l'Associació Mineralògica Internacional l'any 1965. Cristal·litza en el sistema ortoròmbic, trobant-se en forma granular de fins a 4 mil·límetres. És una espècie dimorfa de la clinokurchatovita. La seva duresa a l'escala de Mohs és 4,5.
Segons la classificació de Nickel-Strunz, la kurchatovita pertany a «06.B - Neso-diborats amb triangles dobles B₂(O,OH)₅; 2(2D); 2(2D) + OH, etc.» juntament amb els següents minerals: suanita, clinokurchatovita, sussexita, szaibelyita i wiserita.

## Formació i jaciments
Va ser descoberta al dipòsit de bor de Solongo, a l'altiplà de Vitim, a Buriàtia (Districte Federal de l'Extrem Orient, Rússia), l'únic indret on ha estat trobada, en es va trobar en un skarn que contenia ferro, associada a altres minerals com: clinokurchatovita, szaibelyita, solongoïta, hexahidroborita, calcita, clorita, vesuvianita, granat, svabita, magnetita i esfalerita.